# Aeschynanthus citrinus
Aeschynanthus citrinus là một loài thực vật có hoa trong họ Tai voi. Loài này được Mendum & S.M.Scott mô tả khoa học đầu tiên năm 2006.